# William Young
William Young (Glasgow, 1955. december 21. –) skót nemzetközi labdarúgó-játékvezető.

## Pályafutása

### Nemzeti játékvezetés
A játékvezetésből 1990-ben vizsgázott. Ellenőreinek, sportvezetőinek javaslatára lett hazája I. Ligás játékvezetője. Az aktív nemzeti játékvezetéstől 2005-ben vonult vissza.

#### Nemzeti kupamérkőzések
Vezetett Kupa-döntők száma: 2.

##### Skót FA Kupa
| Időpont         | Helyszín                     | Mérkőzés típusa | Mérkőzés                          | Eredmény | Nézők száma |
| --------------- | ---------------------------- | --------------- | --------------------------------- | -------- | ----------- |
| 1998. május 16. | Celtic Park Stadion, Glasgow | döntő           | Heart of Midlothian FC–Rangers FC | 2 : 1    | 48 946      |

##### Skót Liga Kupa
| Időpont           | Helyszín                      | Mérkőzés típusa | Mérkőzés                   | Eredmény | Nézők száma |
| ----------------- | ----------------------------- | --------------- | -------------------------- | -------- | ----------- |
| 2004. március 14. | Hampden Park Stadion, Glasgow | döntő           | Hibernian FC–Livingston FC | 0 : 2    | 45 500      |

### Nemzetközi játékvezetés
A Skót labdarúgó-szövetség Játékvezető Bizottsága (JB) 1994-ben terjesztette fel nemzetközi játékvezetőnek, a Nemzetközi Labdarúgó-szövetség (FIFA) bíróinak keretébe. Több nemzetek közötti válogatott és klubmérkőzést vezetett. A skót nemzetközi játékvezetők rangsorában, a világbajnokság-Európa-bajnokság sorrendjében többedmagával a 24. helyet foglalja el 2 találkozó szolgálatával. Az aktív nemzetközi játékvezetéstől 2000-ben búcsúzott. Válogatott mérkőzéseinek száma: 8.

#### Világbajnokság
A világbajnoki döntőhöz vezető úton Dél-Koreába és Japánba a XVII., a 2002-es labdarúgó-világbajnokságra a FIFA JB bíróként alkalmazta.
| Időpont             | Helyszín               | Mérkőzés típusa           | Mérkőzés              | Eredmény | Nézők száma |
| ------------------- | ---------------------- | ------------------------- | --------------------- | -------- | ----------- |
| 2000. szeptember 2. | Ullevaal Stadion, Oslo | előselejtező (5. csoport) | Norvégia–Örményország | 0 : 0    | 19 201      |

#### Európa-bajnokság
Az európai-labdarúgó torna döntőjéhez vezető úton Belgiumba és Hollandiába a XI., a 2000-es labdarúgó-Európa-bajnokságra az UEFA JB játékvezetőként foglalkoztatta.
| Időpont         | Helyszín                          | Mérkőzés típusa           | Mérkőzés           | Eredmény | Nézők száma |
| --------------- | --------------------------------- | ------------------------- | ------------------ | -------- | ----------- |
| 1999. június 5. | Boris Paichadze Stadion, Tbiliszi | előselejtező (2. csoport) | Grúzia–Görögország | 1 : 2    | 15 000      |

#### Nemzetközi kupamérkőzések

##### UEFA-bajnokok ligája
| Időpont              | Helyszín                           | Mérkőzés típusa        | Mérkőzés                                 | Eredmény |
| -------------------- | ---------------------------------- | ---------------------- | ---------------------------------------- | -------- |
| 1997. szeptember 30. | Köztársasági Stadion, Vlagyikavkaz | első kör (2. mérkőzés) | FK Alanyija Vlagyikavkaz–MTK Hungária FC | 1 : 1    |